# Олена Палеологіна, деспотеса Сербії
Олена Палеологіна (грец. Ελένη Παλαιολογίνα , серб. Јелена Палеолог/Jelena Paleolog; 1431 — 7 листопада 1473) — ромейська принцеса, яка вийшла заміж за сербського деспота Лазаря Бранковича, який правив з 1456 року до своєї смерті в 1458 році. Після захоплення Смедерево турками-османами 20 червня 1459 року вона втекла з Сербії на грецький острів Левкас, де прийняла католицизм.
Її не слід плутати з її бабусею Оленою Драгаш, сербською принцесою, яка була матір'ю двох останніх імператорів Східної Римської імперії та стала монахинею та святою Східної Православної Церкви.

## Сім'я
Олена народилася в Морейському деспотаті в 1431 році як старша дочка і дитина Фоми Палеолога, деспота Мореї, і Катерини Заккарії Ахейської. У неї було два молодших брата, Андреас Палеолог і Мануїл Палеолог, а також сестра Зоя, яка стала дружиною Івана III. Її бабусею та дідусем по материнській лінії були Чентуріоне II Дзаккарія та Креуса Токко. Її двоюрідна сестра, також Олена Палеологіна, стала королевою-консортом Кіпру.

## Шлюб і вихід
У жовтні 1446 року вона залишила Гларенца Пелопоннес до Семендрії Сербії, де в грудні того ж року вийшла заміж за Лазаря Бранковича, сина лорда Джураджа Бранковича. 24 грудня 1456 року Олена стала деспотесою Сербії, коли Лазар змінив свого батька на правлінні деспотії. У них залишилося три дочки:
- Олена Бранкович (після одруження вона змінила ім'я на Марія) (1447—1498), вийшла заміж за короля Боснії Стефана Томашевича; [5] можливо, пізніше вона потрапила до гарему турецького генерала.
- Міліца Бранкович (померла 1464 р.) вийшла заміж за Леонардо III Токко, правителя Епіру, від якого мала одного сина; вона померла під час пологів.
- Єрина Бранкович, дружина Гйона Кастріоті II.

## Фактична правителька Сербії
Коли її чоловік помер після року правління, Михайло Анджелович був обраний очолити раду, ставши де-факто правителем Сербії (воєводою). Палеологіна разом зі своїм зятем Стефаном Бранковичем, Палеологіна та Бранкович прийняли контроль як спільні де-факто правителі Сербії. У березні 1458 року, коли османи вторглися в Смедерево, місцеві повсталі серби взяли Анджеловича в полон. Щоб зміцнити свою позицію, вона шукала союзника в боснійському королі Стефані Томаші, одруживши за домовленістю з його старшим сином, Стефаном Томашевичем, її старшу доньку Олени-Марії, який відбувся 1 квітня 1459 року.
20 червня 1459 року османи розпочали великий напад на Смедерево та зуміли взяти місто, фактично поклавши край деспотату в Сербії. Палеологіна була змушена покинути місто і в квітні 1462 року прибула до Рагузи (сучасний Дубровник), де пробула рік. За цей час вона влаштувала шлюб своєї доньки Міліці. У червні 1463 року вона переїхала на Корфу, приєднавшись до матері та братів, які знайшли там притулок. Зрештою вона переїхала жити на грецький острів Левкас, де й померла 7 листопада 1473 року, ставши черницею та прийнявши ім'я Гіпомона.